# Raionul Balchi, județul Moghilău
Raionul Balchi a fost unul din cele șapte raioane ale județului Moghilău din Guvernământul Transnistriei între 1941 și 1944.

## Localități
- Balkî